# Delta Pavonis
Delta Pavonis (δ Pav / HD 190248) è una stella di classe spettrale G5 V-IV, ubicata nella costellazione del Pavone, a quasi 20 anni luce dal sistema solare.

## Osservazione
Si tratta di una stella situata nell'emisfero celeste australe. La sua posizione fortemente meridionale comporta che la stella sia osservabile prevalentemente dall'emisfero sud, dove si presenta circumpolare anche da gran parte delle regioni temperate; dall'emisfero nord la sua visibilità è invece limitata alle regioni temperate inferiori e alla fascia tropicale. Essendo di magnitudine 3,56, la si può osservare anche dai piccoli centri urbani senza difficoltà, sebbene un cielo non eccessivamente inquinato sia maggiormente indicato per la sua individuazione.
Il periodo migliore per la sua osservazione nel cielo serale ricade nei mesi dell'inverno australe, nei mesi compresi da maggio a ottobre. Nell'emisfero nord può essere osservata limitatamente durante i mesi estivi dell'emisfero boreale.

## Caratteristiche fisiche
Con una massa pressoché uguale a quella solare, un diametro del 22% superiore al Sole e col 18% in più della sua luminosità, Delta Pavonis è, tra le stelle più vicine al Sole, una delle più simili, pur avendo una metallicità nettamente superiore, essendo oltre il doppio più ricca di metalli pesanti rispetto alla nostra stella.
Tuttavia Delta Pavonis sembra essere più antica, con un'età stimata da 6,6 a 6,9 miliardi di anni, e probabilmente sta finendo di fondere l'idrogeno in elio all'interno del suo nucleo evolvendosi in una subgigante, essendo un po' più luminosa di quanto la sua temperatura superficiale lascerebbe pensare.

## Eventuali pianeti
Per le sue caratteristiche, quali l'alta metallicità, la bassa attività magnetica, la lenta rotazione e il fatto di essere tra le stelle più somiglianti al Sole dal punto di vista fotometrico, Delta Pavonis è stata oggetto di approfondite ricerche. Inoltre tra le stelle somiglianti al Sole è la più vicina a non far parte di un sistema binario, e nonostante il database astronomico SIMBAD la indichi come variabile, nessuna osservazione recente ha confermato variazioni della sua luminosità. Il SETI la indica tra i migliori obiettivi tra le 100 stelle di classe G più vicine al Sole, anche se non è stato finora rilevato nessun segnale radio proveniente da tecnologia aliena.
È stata oggetto di approfondite ricerche anche alla ricerca di pianeti extrasolari, e anche se finora non sono avvenute scoperte di pianeti, misurazioni sulla velocità radiale della stella sembrano escludere la presenza di giganti gassosi nei pressi della zona abitabile, che potrebbero destabilizzare le orbite di un eventuale pianeta terrestre situato nella zona abitabile.
Un eventuale pianeta dovrebbe trovarsi a circa 1,09 UA per possedere condizioni climatiche favorevoli allo sviluppo di forme di vita. A questa distanza, esso avrebbe un periodo di circa 413 giorni.
Il progetto della NASA Terrestrial Planet Finder, ora posticipato a tempo indefinito, l'aveva indicata come uno dei principali obiettivi di osservazione.

## Nella cultura di massa
Nella finzione del Ciclo di Dune di Frank Herbert, molti dei personaggi principali sono originari di "Caladan", terzo pianeta del sistema di Delta Pavonis.